# Takarano Village
Takarano Village är en ort i Kiribati.   Den ligger i örådet Abaiang och ögruppen Gilbertöarna, i den norra delen av landet, 70 km norr om huvudstaden Tarawa. Takarano Village ligger 16 meter över havet och antalet invånare är 300.
Terrängen runt Takarano Village är mycket platt.  Närmaste större samhälle är Nuotaea Village, 13,7 km sydväst om Takarano Village. 